# Корона Пахлаві

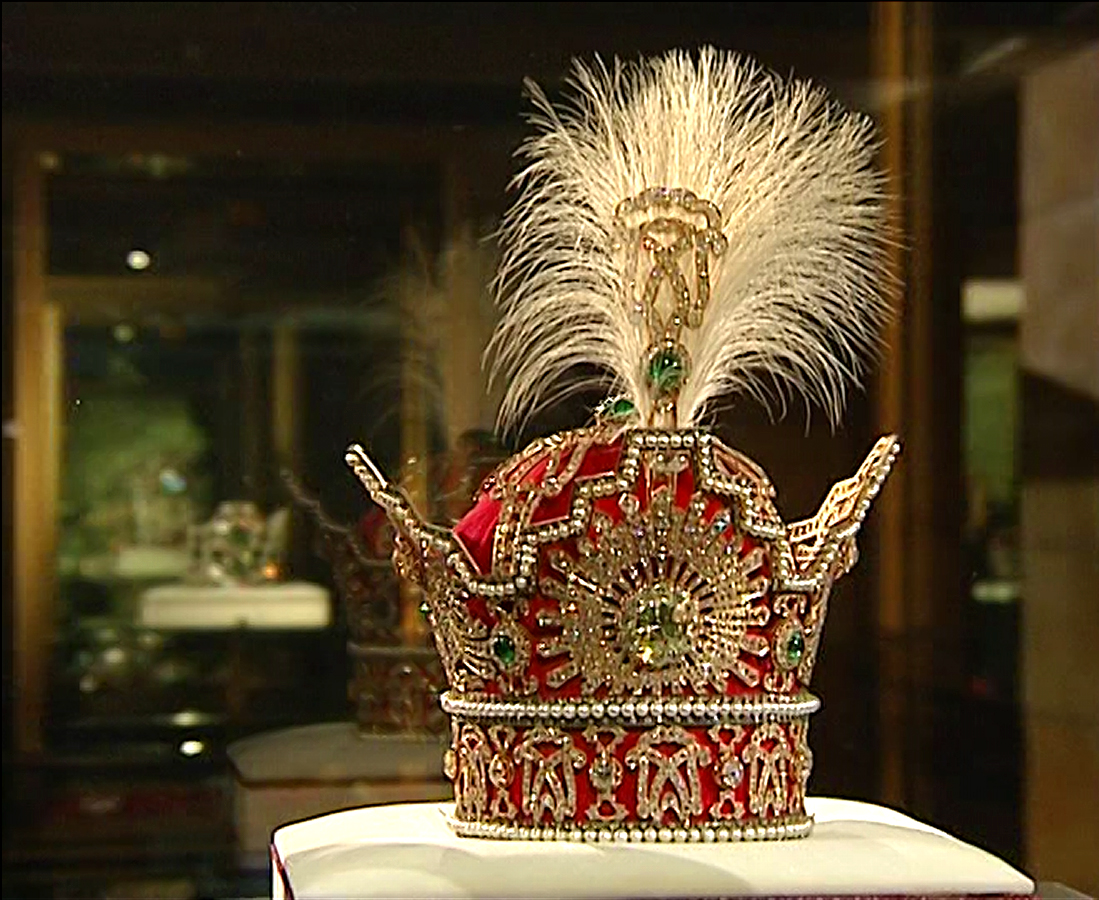
Корона Пахлаві

Корона Пахлаві (перс. تاج پهلوی) — церемоніальний головний убір шахиншаха Ірану за часів правління династії Пахлаві, який був одним із коронаційних атрибутів.
Корона була виготовлена за наказом Рези Пахлаві ювеліром Хадже Сераджедіном в 1925 році на заміну Корони Кіані династії Каджарів. Прообразом корони стали головні убори давніх правителів Перської імперії з династії Сасанідів.
Була використана 2 рази: під час коронації Рези Шаха Пахлаві у 1926 році та під час коронації його сина — Мохаммеда Рези Пахлаві у 1967 році. Після революції в Ірані з 1979 року корона знаходиться в числі інших коштовностей на зберіганні в Національній скарбниці Центрального банку Ірану.
Зображення корони було використано на емблемі династії Пахлаві (1925—1979), на деяких вищих державних нагородах, а також на реверсі монети з нагоди 50-ї річниці династії.

## Опис
Корона виготовлена з чистих золота і срібла. Інкрустована дорогоцінними каміннями поверх червоного оксамиту. Висота корони — 29,8 см, діаметр — 19,8 см. Загальна вага корони становить 2,08 кг. У центрі корони — великий сапфір. Кількість закріплених в короні діамантів складає 3380, їх загальна вага — 1144 карат. У три ряди по колу корони розміщені 369 перлів. Крім цього, в корону було інкрустовано 5 смарагдів, найбільший з яких вагою 100 карат. Зверху корони кріпиться діамантовий орнаментальний егрет з великим смарагдом. За допомогою егрета до корони кріпиться перо білої чаплі.

## Галерея

Штандарт шахиншаха Ірану
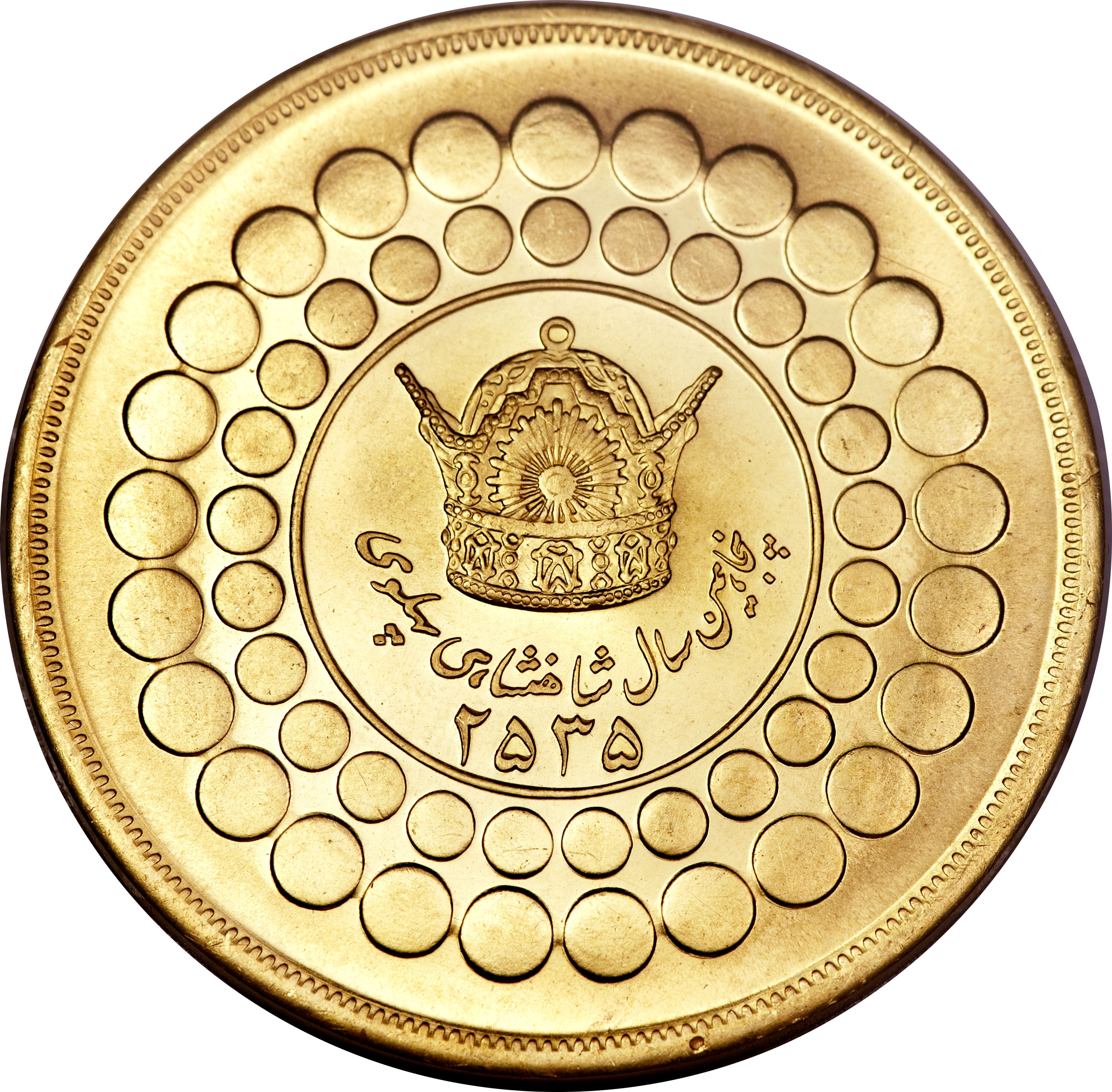
Пам'ятна монета до 50-річчя правління династії Пахлаві (реверс)
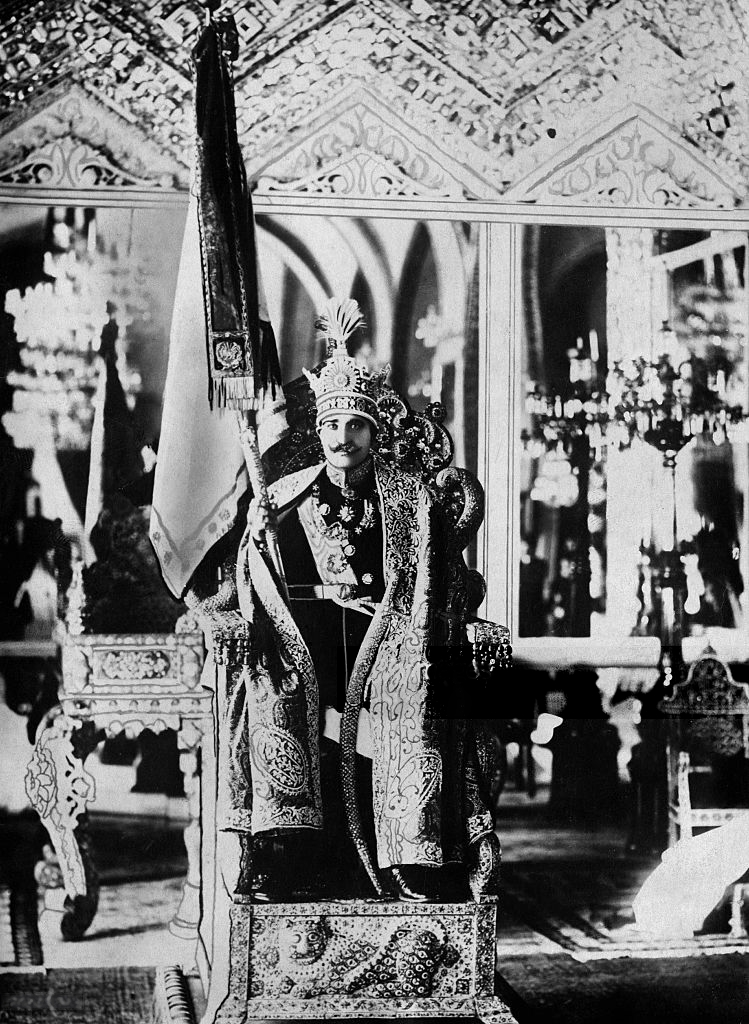
Коронація Рези Шаха Пахлаві (1926)
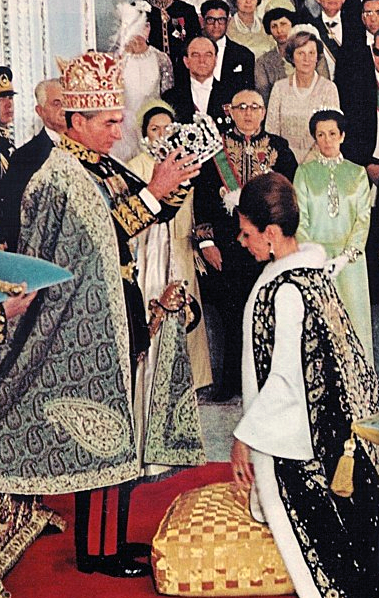
Коронація шахбану Ірану в 1967 (Мохаммед Реза із Короною Пахлаві на голові)
У геральдиці